# Orlandina Basket 2012-2013

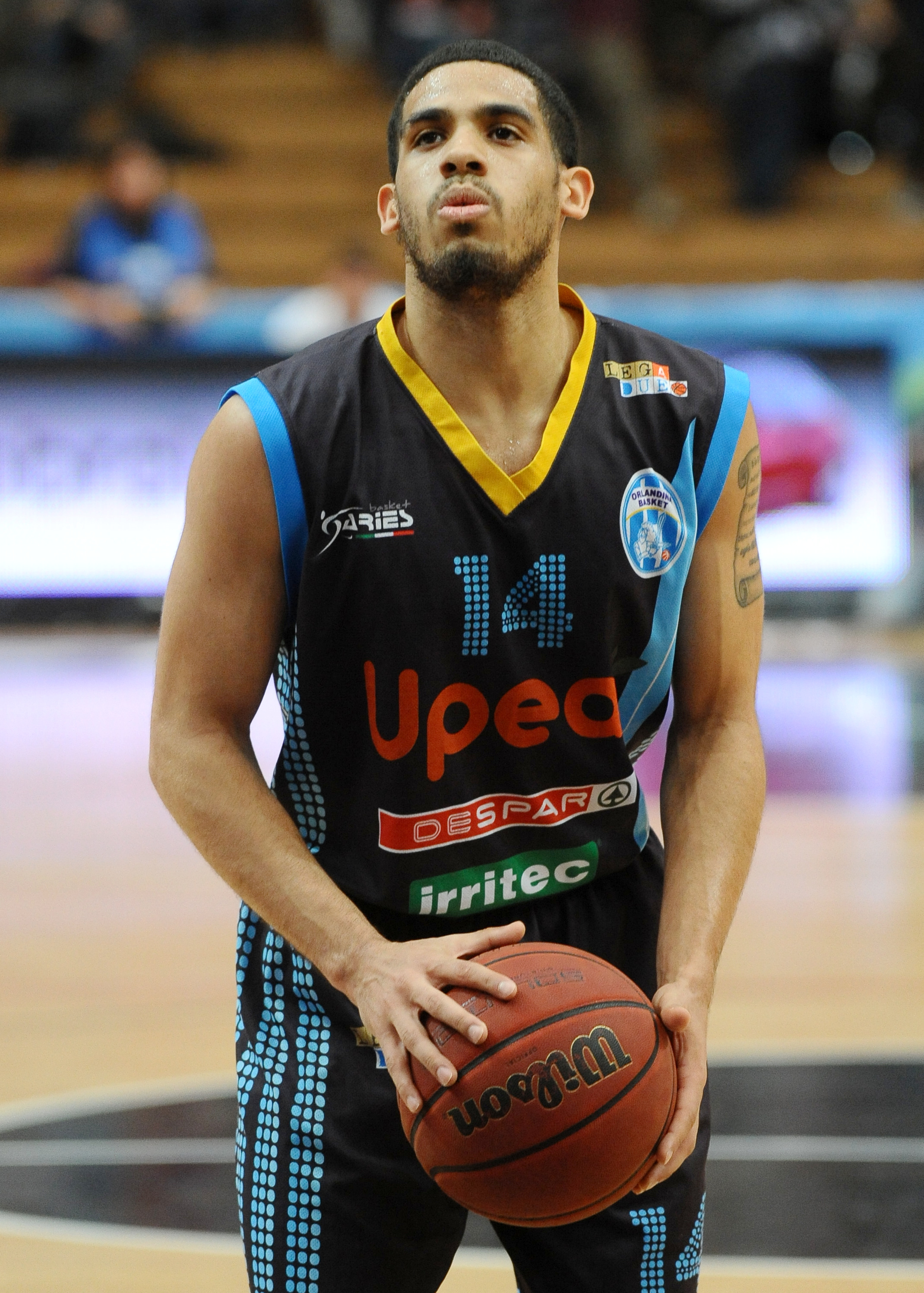
Talor Battle, miglior marcatore dell'Upea 2012-2013.

La stagione 2012-2013 dell'Orlandina Basket è stata la prima disputata in Legadue dopo l'esclusione del 2008, la quarta nella storia della società paladina.
Sponsorizzata dall'Upea, la società della provincia di Messina si è classificata all'undicesimo posto in campionato.

## Verdetti stagionali
- Legadue:
  - stagione regolare: 11º posto su 15 squadre (12-16).
- Coppa Italia di Legadue:
  - eliminata agli ottavi di finale da Barcellona (0-2).

## Rosa
| Giocatori |
| --------- |

| N° | Naz.                       | Ruolo | Sportivo             | Anno | Alt. |  |
| -- | -------------------------- | ----- | -------------------- | ---- | ---- |  |
| 4  | Italia (bandiera)          | P     | Marco Passera        | 1982 | 180  |  |
| 5  | Stati Uniti (bandiera)     | A     | Alexander Young      | 1989 | 199  |  |
| 7  | Rep. Dominicana (bandiera) | C     | Otis George          | 1982 | 205  |  |
| 8  | Italia (bandiera)          | C     | Mitchell Poletti     | 1988 | 205  |  |
| 9  | Italia (bandiera)          | AG    | Andrea Benevelli     | 1985 | 202  |  |
| 11 | Italia (bandiera)          | G     | Marco Portannese     | 1989 | 192  |  |
| 12 | Italia (bandiera)          | P     | Matteo Palermo       | 1991 | 190  |  |
| 14 | Stati Uniti (bandiera)     | G     | Talor Battle         | 1988 | 183  |  |
| 19 | Italia (bandiera)          | C     | Francesco Pellegrino | 1991 | 210  |  |

| Staff tecnico                                                   |
| --------------------------------------------------------------- |
| Allenatore: Massimo Bernardi dal 16 novembre Gianmarco Pozzecco |
| Assistente: dal 16 novembre Furio Steffè                        |
| Assistente: David Sussi                                         |
| Addetto statistiche: Gianluca Paparone e Federico Rinoldo       |
| Preparatore atletico: Walter Giuseppe Allotta                   |
| Massaggiatore: Biagio Di Giorgio                                |
| Medico sociale: Sabatino Carianni e Andrea Giuffrè              |

| Giocatori acquisiti a stagione in corso |
| --------------------------------------- |

| N° | Naz.                 | Ruolo | Sportivo                   | Anno | Alt. |  |
| -- | -------------------- | ----- | -------------------------- | ---- | ---- |  |
| 15 | Italia (bandiera)    | P     | Donte Mathis (dal 19 ott.) | 1977 | 190  |  |
| 24 | Finlandia (bandiera) | A     | Shawn Huff (dal 15 mar.)   | 1984 | 198  |  |

| Giocatori ceduti a stagione in corso |
| ------------------------------------ |

| N° | Naz.                   | Ruolo | Sportivo                            | Anno | Alt. |  |
| -- | ---------------------- | ----- | ----------------------------------- | ---- | ---- |  |
| 23 | Italia (bandiera)      | G     | Roberto Rullo (fino al 16 nov.)     | 1990 | 192  |  |
| 22 | Stati Uniti (bandiera) | A     | Anthony Mason Jr. (fino al 23 mar.) | 1987 | 201  |  |

| Under aggregati alla prima squadra |
| ---------------------------------- |

| N° | Naz.              | Ruolo | Sportivo          | Anno | Alt. |  |
| -- | ----------------- | ----- | ----------------- | ---- | ---- |  |
| 6  | Italia (bandiera) | A     | Andrea Vignali    | 1993 | 200  |  |
| 16 | Italia (bandiera) | G     | Lorenzo Delise    | 1994 | 188  |  |
| 35 | Italia (bandiera) | AG    | Giuseppe Caronna  | 1994 | 207  |  |
| 44 | Italia (bandiera) | P     | Fabio Bontempo    | 1993 | 180  |  |
|    | Italia (bandiera) | G     | Samuele Colica    | 1994 |      |  |
|    | Italia (bandiera) | G     | Marco Micale      | 1994 |      |  |
|    | Italia (bandiera) | A     | Filippo Cordici   | 1995 |      |  |
|    | Italia (bandiera) | P     | Federico Crisà    | 1993 |      |  |
|    | Italia (bandiera) | A     | Giuseppe Giuliano | 1996 |      |  |

## Dirigenza
La dirigenza è composta da:
- Presidente: Francesco Venza
- Vicepresidente: Carmelo Perrone
- Direttore sportivo: Giuseppe Sindoni
- Team manager: Federico Rinoldo
- Ufficio stampa: Giuseppe Marici
- Segreteria: Pippo Munafò
- Responsabile marketing: Aurelio Coppolino
- Responsabile internet: Raffaele Valentino
- Responsabile settore giovanile: Jorge Silva Suárez

## Statistiche
| Giocatore            | Partite | Partite | Pun | SF | Min. | Falli | Falli | Tiri da 2 | Tiri da 2 | Tiri da 2 | Sc | Tiri da 3 | Tiri da 3 | Tiri da 3 | Tiri Liberi | Tiri Liberi | Tiri Liberi | Rimbalzi | Rimbalzi | Rimbalzi | Stopp. | Stopp. | Palle | Palle | Ass | Val. | Val.  | A+dP |
| Giocatore            | Pr      | PG      | Pun | SF | Min. | C     | S     | R         | T         | %         | Sc | R         | T         | %         | R           | T           | %           | O        | D        | T        | D      | S      | P     | R     | Ass | Lega | OER   | A+dP |
| -------------------- | ------- | ------- | --- | -- | ---- | ----- | ----- | --------- | --------- | --------- | -- | --------- | --------- | --------- | ----------- | ----------- | ----------- | -------- | -------- | -------- | ------ | ------ | ----- | ----- | --- | ---- | ----- | ---- |
| Battle Talor         | 24      | 24      | 420 | 23 | 867  | 34    | 106   | 114       | 187       | 61.0      | 11 | 39        | 149       | 26.2      | 75          | 106         | 70.8        | 28       | 59       | 87       | 1      | 8      | 77    | 48    | 103 | 432  | 0.904 | 74   |
| Young Alexander      | 16      | 16      | 312 | 14 | 479  | 42    | 60    | 90        | 167       | 53.9      | 7  | 27        | 95        | 28.4      | 51          | 75          | 68.0        | 24       | 65       | 89       | 7      | 10     | 51    | 30    | 18  | 244  | 0.854 | -3   |
| George Otis          | 20      | 20      | 278 | 19 | 638  | 76    | 78    | 96        | 194       | 49.5      | 15 | 14        | 48        | 29.2      | 44          | 69          | 63.8        | 53       | 126      | 179      | 12     | 6      | 42    | 46    | 20  | 332  | 0.847 | 24   |
| Poletti Mitchell     | 28      | 28      | 229 | 24 | 710  | 72    | 57    | 96        | 168       | 57.1      | 4  | 2         | 25        | 8.0       | 31          | 48          | 64.6        | 85       | 93       | 178      | 8      | 8      | 54    | 36    | 19  | 281  | 0.786 | 1    |
| Mathis Donte         | 26      | 26      | 225 | 21 | 755  | 71    | 52    | 87        | 153       | 56.9      | 0  | 7         | 22        | 31.8      | 30          | 42          | 71.4        | 24       | 52       | 76       | 1      | 4      | 53    | 31    | 77  | 241  | 0.833 | 55   |
| Portannese Marco     | 25      | 21      | 202 | 9  | 514  | 59    | 45    | 42        | 85        | 49.4      | 3  | 27        | 69        | 39.1      | 37          | 47          | 78.7        | 36       | 70       | 106      | 3      | 4      | 43    | 35    | 32  | 222  | 0.712 | 24   |
| Benevelli Andrea     | 22      | 21      | 151 | 6  | 398  | 34    | 22    | 58        | 100       | 58.0      | 3  | 6         | 30        | 20.0      | 17          | 18          | 94.4        | 31       | 32       | 63       | 5      | 2      | 20    | 14    | 8   | 140  | 0.725 | 2    |
| Huff Shawn           | 8       | 8       | 123 | 7  | 271  | 22    | 25    | 24        | 50        | 48.0      | 2  | 16        | 40        | 40.0      | 27          | 32          | 84.4        | 18       | 33       | 51       | 0      | 4      | 13    | 16    | 12  | 133  | 1.005 | 15   |
| Mason Jr Anthony     | 9       | 9       | 93  | 8  | 228  | 21    | 13    | 28        | 62        | 45.2      | 6  | 9         | 20        | 45.0      | 10          | 16          | 62.5        | 17       | 30       | 47       | 3      | 3      | 24    | 14    | 16  | 87   | 0.649 | 6    |
| Palermo Matteo       | 28      | 26      | 70  | 4  | 333  | 49    | 24    | 16        | 33        | 48.5      | 0  | 10        | 41        | 24.4      | 8           | 23          | 34.8        | 4        | 52       | 56       | 1      | 2      | 27    | 23    | 22  | 55   | 0.425 | 18   |
| Rullo Roberto        | 6       | 6       | 54  | 0  | 147  | 13    | 12    | 11        | 18        | 61.1      | 0  | 9         | 37        | 24.3      | 5           | 6           | 83.3        | 2        | 12       | 14       | 0      | 0      | 8     | 7     | 14  | 44   | 0.795 | 13   |
| Passera Marco        | 8       | 7       | 37  | 5  | 174  | 13    | 17    | 8         | 25        | 32.0      | 0  | 6         | 18        | 33.3      | 3           | 8           | 37.5        | 1        | 10       | 11       | 0      | 0      | 16    | 11    | 16  | 29   | 0.511 | 11   |
| Pellegrino Francesco | 28      | 20      | 32  | 0  | 99   | 26    | 13    | 11        | 21        | 52.4      | 2  | 1         | 3         | 33.3      | 7           | 10          | 70.0        | 8        | 16       | 24       | 7      | 3      | 11    | 3     | 0   | 24   | 0.383 | -8   |
| Delise Lorenzo       | 13      | 2       | 5   | 0  | 2    | 0     | 0     | 1         | 2         | 50.0      | 0  | 1         | 1         | 100.0     | 0           | 0           | 0.0         | 0        | 1        | 1        | 0      | 0      | 0     | 1     | 0   | 6    | 0.400 | 1    |
| Vignali Andrea       | 23      | 2       | 0   | 0  | 3    | 0     | 0     | 0         | 1         | 0.0       | 0  | 0         | 1         | 0.0       | 0           | 1           | 0.0         | 2        | 0        | 2        | 0      | 0      | 0     | 0     | 0   | -1   | 0.000 | 0    |
| Bontempo Fabio       | 17      | 3       | 0   | 0  | 5    | 1     | 0     | 0         | 2         | 0.0       | 0  | 0         | 1         | 0.0       | 0           | 0           | 0.0         | 0        | 0        | 0        | 0      | 0      | 0     | 0     | 0   | -4   | 0.000 | 0    |
| Micale Marco         | 4       |         | 0   | 0  | 0    | 0     | 0     | 0         | 0         | 0.0       | 0  | 0         | 0         | 0.0       | 0           | 0           | 0.0         | 0        | 0        | 0        | 0      | 0      | 0     | 0     | 0   | 0    | 0.000 | 0    |
| Caronna Giuseppe     | 3       |         | 0   | 0  | 0    | 0     | 0     | 0         | 0         | 0.0       | 0  | 0         | 0         | 0.0       | 0           | 0           | 0.0         | 0        | 0        | 0        | 0      | 0      | 0     | 0     | 0   | 0    | 0.000 | 0    |
| Colica Samuele       | 1       |         | 0   | 0  | 0    | 0     | 0     | 0         | 0         | 0.0       | 0  | 0         | 0         | 0.0       | 0           | 0           | 0.0         | 0        | 0        | 0        | 0      | 0      | 0     | 0     | 0   | 0    | 0.000 | 0    |
| Cordici Filippo      | 1       |         | 0   | 0  | 0    | 0     | 0     | 0         | 0         | 0.0       | 0  | 0         | 0         | 0.0       | 0           | 0           | 0.0         | 0        | 0        | 0        | 0      | 0      | 0     | 0     | 0   | 0    | 0.000 | 0    |
| Crisà Federico       | 1       | 1       | 0   | 0  | 2    | 0     | 0     | 0         | 0         | 0.0       | 0  | 0         | 1         | 0.0       | 0           | 0           | 0.0         | 0        | 0        | 0        | 0      | 0      | 0     | 0     | 0   | -1   | 0.000 | 0    |
| Giuliano Giuseppe    | 1       |         | 0   | 0  | 0    | 0     | 0     | 0         | 0         | 0.0       | 0  | 0         | 0         | 0.0       | 0           | 0           | 0.0         | 0        | 0        | 0        | 0      | 0      | 0     | 0     | 0   | 0    | 0.000 | 0    |